# Reihoku Chōmin Hall
Reihoku Chōmin Hall (jap. 苓北町民ホール, Reihoku chōmin hōru, dt. „Gemeindehalle Reihoku“, engl. Reihoku Community Hall) in Reihoku (Präfektur Kumamoto, Japan) ist ein Gemeindezentrum mit einem Theater. Der Bau besteht aus einer 993 m² großen Schichtholzkonstruktion, Stahlbeton (Fundament) und Glas. Der japanische Architekt Hitoshi Abe entwarf und baute das Gebäude 2001–2002. Das Haus wurde als Teil des 1988 von dem damaligen Gouverneur der Präfektur Kumamoto Morihiro Hosokawa angeregten Artpolis-Projekts errichtet. Hitoshi Abe gestaltete das Aussehen und Funktion des Gebäudes nach den Bedürfnissen der ortsansässigen Bevölkerung. Eine dreijährige Befragung vor Planung und Bau wurde von dem Architekten vorgenommen.

## Baubeschreibung
Das zweigeschossige und blockartige Gemeindezentrum misst 10 m Höhe, besitzt 207 Sitze und befindet sich auf einem 3830 m² großen Gelände. Wegen seines schwarzen Äußeren wirkt es wie ein traditioneller japanischer Tempelbau.

### Außenbau
Strenge Trapez- und Quaderformen prägen sowohl Grundriss als auch die Außenhaut. Diese Formen aus Zedernholz werden von riesigen Glasflächen aufgebrochen. Deswegen wirkt der geschlossen wirkende Baukörper zum Teil locker gegliedert.

### Innenraum
Im Inneren befinden sich die Räume für das Gemeindezentrum und ein großer Theatersaal. Flure bzw. Korridore wurden bei diesem Haus nur begrenzt eingebaut. Dadurch gibt es kaum Trennelemente zwischen beiden Kulturzonen. Die Architektur lässt so eine Ambivalenz zu, die der Bevölkerung eine flexible Nutzung gestattet.

## Weiterführende Literatur
- P. Jodidio: Architecture Now! 3. Hong Kong, Köln, London, Los Angeles, Madrid, Paris, Tokyo 2008
- A. Stiller, S. Baba: Junge Architektur aus Japan – Katalog zur Ausstellung an der ETH Zürich 2002